# 유광 (태위)
유광(劉光, ? ~ ?)은 후한 중기의 관료로, 자는 중료(仲遼)이며 패국 소현(蕭縣) 사람이다.

## 행적
영건 2년(127년) 7월, 태상에서 태위로 승진하였으나 2년 후 사공 장호와 함께 면직되었다. 이는 음양의 부조화 때문에 유광이 장호와 함께 병을 칭하여 이루어진 것이다.
조카 유구 또한 관직이 태위에 이르렀다.

## 출전
- 범엽, 《후한서》 권6 효순효충효질제기